# NGC 7320
NGC 7320 es una galaxia espiral (Scd) perteneciente al Quinteto de Stephan situada en la dirección de la constelación de Pegaso. Posee una declinación de +33°56′54″ y una ascensión recta de 22 horas, 36 minutos y 3,5 segundos.
La galaxia NGC 7320 fue descubierta en 23 de septiembre de 1876 por Édouard Jean-Marie Stephan.